# Elektromagnetna indukcija
Eléktromagnétna indúkcija je pojav, pri katerem nastane električna napetost v vodniku, ki se giblje v magnetnem polju tako, da smer vodnika ne sovpada s smerjo magnetnega polja, ali v električnem krogu, postavljenem v spremenljivem magnetnem polju.
Pojav je matematično prvi opisal Michael Faraday, ki je ugotovil, da je inducirana napetost Ui v zaključeni zanki premo sorazmerna hitrosti spreminjanja magnetnega pretoka Φ skozi površino te zanke. Spoznanje je danes znano kot indukcijski zakon ali Faradayev zakon:
{\displaystyle U_{i}=-{\frac {d\Phi }{dt}}}
Predznak inducirane napetosti razlaga Lenzovo pravilo, po katerem se v zanki inducirani tok, ki skuša zaradi lastne indukcije s svojim magnetnim poljem nasprotovati spremembi, ki ga je povzročila.
Pri enakomernem premikanju ravnega vodnika po homogenem magnetnem polju tako, da je vodnik pravokoten na smer magnetnega polja, smer premikanja pa pravokotna tako na vodnik kot na magnetno polje, se indukcijski zakon poenostavi v izraz:
{\displaystyle U_{i}=lvB}
Pri tem je l dolžina vodnika v magnetnem polju, v hitrost premikanja vodnika, B pa gostota magnetnega polja.

## Uporaba indukcije
- transformator
- električni generator